# Tridacna gigas
Tridacna gigas är världens största mussla, med en vikt som kan överstiga 200 kilo och en längd på 1,2 meter. Den kallas ofta "jättemussla" eller "mördarmussla", men dessa namn avser även närstående arter inom underfamiljen Tridachninae, som utöver Tridacna även innefattar släktet Hippopus.
T. gigas utmärks av mycket tjocka, triangulära, likartade skal, försedda med starka tväråsar, som bär taktegelartat grupperade fjäll. Jättemusslor är fästa med byssustrådar. 
Den förekommer i Indiska oceanen och Stilla havet. Skalen har använts som dopfuntar eller tvättfat. Köttet hos yngre individer har även fungerat som föda.